# Gauresthes elegans
Gauresthes elegans är en skalbaggsart som först beskrevs av Fisher 1936.  Gauresthes elegans ingår i släktet Gauresthes och familjen långhorningar.
Artens utbredningsområde är Laos. Inga underarter finns listade i Catalogue of Life.